# Etmopterus burgessi
Etmopterus burgessi is een vissensoort uit de familie van de Etmopteridae (Etmopteridae). De wetenschappelijke naam van de soort is voor het eerst geldig gepubliceerd in 2006 door Schaaf-Da Silva & Ebert.